# إغناسيو غارسيا كاماتشو
إغناسيو غارسيا كاماتشو (بالإسبانية: Ignacio García Camacho)‏ ولد بتاريخ 4 أغسطس 1968 في مرسية، إسبانيا، هو دراج إسباني سابق.

## روابط خارجية
- إغناسيو غارسيا كاماتشو على موقع أرشيف الدراجات (الإنجليزية)
- إغناسيو غارسيا كاماتشو على موقع إحصائيات الدراجات الإحترافية (الإنجليزية)
- إغناسيو غارسيا كاماتشو على موقع CycleBase (الإنجليزية)